# Dean Cirque
Der Dean Cirque ist ein Bergkessel im ostantarktischen Viktorialand. In der Olympus Range liegt er zwischen dem südöstlichen Abschnitt des Prentice-Plateaus und dem Apollo Peak. Nach Süden öffnet er sich zum Labyrinth.
Das Advisory Committee on Antarctic Names benannte ihn 2004 nach Christopher T. Dean, Hubschrauberpilot bei acht aufeinanderfolgenden Kampagnen des United States Antarctic Program zwischen 1996 und 1997.